# بينيامين كيسيل
بينجامين كيسيل (بالألمانية: Benjamin Kessel)‏ (1 أكتوبر 1987 بباد كرويتسناخ في ألمانيا - ) هو لاعب كرة قدم ألماني في مركز الدفاع. لعب مع آينتراخت براونشفايغ ويونيون برلين و1. FC Kaiserslautern II ‏ و1. FSV Mainz 05 II ‏ وEintracht Braunschweig II ‏ وفورماتيا فورمز ‏.

## وصلات خارجية
- بينجامين كيسيل على موقع قاعدة بيانات كرة القدم.إي يو (الإنجليزية)
- بينجامين كيسيل على موقع بيانات كرة القدم. دي إي (الألمانية)
- بينجامين كيسيل على موقع Soccerway.com (الإنجليزية)
- بينجامين كيسيل على موقع عالم كرة القدم.نت (الإنجليزية)
- بينجامين كيسيل على موقع AS.com (الإسبانية)